# Hugo Weckx
Hugo Weckx, né à Vilvorde le 9 janvier 1935 et mort le 23 octobre 2024, est un homme politique belge, flamand, membre du CD&V.
Il est tout d'abord ministre de la communauté flamande dans le gouvernement Geens III en 1988. Il quitte la politique à soixante ans en 1995. Il fut principalement chargé de la culture et des affaires bruxelloises.
Hugo Weckx est durant 18 ans parlementaire et durant huit ans ministre de la communauté flamande.
Depuis 1999, il est président de la maison de la culture flamande à Amsterdam « De Brakke Hond ».
Il figure en 2011 parmi les administrateurs fondateurs de la Fondation Poelaert.

## Carrière politique
- député élu de Bruxelles (17-04-1977 - 08-11-1981)
- sénateur élu de Bruxelles (08-11-1981 - 03-09-1985)
- sénateur provincial (28-10-1985 - 08-11-1987)
- député élu de Bruxelles (13-12-1987 - 21-05-1995)
- ministre communautaire flamand de la Santé et des affaires bruxelloises (18-10-1988 - 20-01-1992)
- ministre communautaire flamand de l'Enseignement et des affaires bruxelloises (03-12-1988 - 17-10-1988)
- ministre communautaire flamand de la Culture et des affaires bruxelloises (21-01-1992 - 19-10-1992)
- ministre flamand de la Culture et des affaires bruxelloises (20-10-1992 - 19-06-1995)
- membre du Comité des Régions (1994 - 1996)

## Sources
- (nl) Cet article est partiellement ou en totalité issu de l’article de Wikipédia en néerlandais intitulé « Hugo Weckx » (voir la liste des auteurs).